# Saša Janković
Saša Janković (Саша Јанковић, magyarul: Jankovics Szása; Loznica, Szerbia, 1970. április 24. –) jogász, újságíró, emberi jogi aktivista, politikus. A Szerb Köztársaság ombudsmana 2007 és 2017 között. 2017 februárjában lemondott posztjáról, hogy indulhasson a 2017-es szerbiai köztársasági elnökválasztáson. Később politikai társaival megalapította a Szabad Polgárok Mozgalma nevű szerb pártot.

## Életrajz
Diplomáját a belgrádi Közgazdaságtudományi Karon szerezte 1996-ban, majd 2006-ban mesterdiplomázott a belgrádi Politikai Tanulmányok tanszékén.
1994-től 1997-ig a Beta hírügynökség újságírója volt. Ezután az Ifjúsági- és Sportminisztérium alkalmazta szakértőként, majd 2000-ben Ő lett a minisztérium titkára. 2001-ben helyettes sportminiszter, 2003-ban pedig az EBESZ jogi tanácsadója volt.

### Ombudsman
2007. június 29-én a Szerbiai Parlament országgyűlési biztosnak választotta Jankovićot. A köztisztviselői megbízatás öt évre szólt. 2012. augusztus 4-én a parlament 167 igen szavazattal, ellenszavazat nélkül újabb 5 évre szavazott bizalmat neki.

## Elnökválasztási kampány, 2017
2016. november 25-én a Blic napilap közzétett egy listát több mint 100 közéleti személyiség nevével, akik felkérték Jankovićot, hogy jelöltesse magát a 2017-es szerbiai elnökválasztáson. 2016 decemberében Janković hivatalosan is bejelentette, hogy független jelöltként indul 2017-es elnökválasztáson.

### Támogatók

#### Aktuális és korábbi állami köztisztviselők
- Bojan Pajtić, a vajdasági kormány korábbi elnöke (2004–2016), a Demokrata Párt  egykori vezetője.[4]
- Vida Petrović-Škero, a Szerbiai Legfelsőbb Bíróság korábbi elnöke (2005–2009)[5]
- Zoran Živković, Szerbia egykori miniszterelnöke, az Új Párt[6] vezetője
- Vojislav Brajović egykori kulturális miniszter (2007–2008)[7]
- Marinika Tepić, a Szerb Országgyűlés tagja és a korábbi tartományi sport- és ifjúsági minisztere (2012–2016)[8]

#### Szervezetek
- Új Párt
- Magyar Mozgalom[10]
- Szociáldemokrata Szövetség[11]
- Vajdasági Párt[12]
- Ne da(vi)mo Beograd[13]
- Lokalni front[14][15]
- Građanski stav
- Horvátok Civil Szövetsége[16]
- Podrži RTV[17][18]
- AlternAktiva[19] *Udruženi pokret slobodnih stanara Niš[20]

#### Közismert magánszemélyek
Akadémikusok, egyetemi tanárok
- Aleksandar Bošković, egyetemi tanár, Belgrádi Egyetem - Filozófia Tanszék
- Milan Vukomanović, egyetemi tanár, Belgrádi Egyetem - Filozófia Tanszék
- Miodrag Zec, egyetemi tanár, Belgrádi Egyetem - Filozófia Tanszék
- Dragan Popadić, egyetemi tanár, Belgrádi Egyetem - Filozófia Tanszék
- Dragana Pavlović Breneselović, egyetemi tanár, Belgrádi Egyetem - Filozófia Tanszék
- Jelena Mrgić, egyetemi tanár Niši Egyetem - Filozófia Tanszék
- Goran Marković, egyetemi tanár, Művészeti Egyetem - Belgrád
- Milena Dragićević Šešić, egyetemi tanár, Művészeti Egyetem - Belgrád
- Aleksandra Jovićević, egyetemi tanár, Művészeti Egyetem - Belgrád
- Jelisaveta Tatić Čuturilo, egyetemi tanár, Művészeti Egyetem - Belgrád
- Dejan Sinadinović, egyetemi tanár, Belgrádi Zeneakadémia
- Ljubiša Dokić, egyetemi tanár, Belgrádi Egyetem - Orvostudományi Kar
- Dragan Vučović, egyetemi tanár, Belgrádi Egyetem - Orvostudományi Kar
- Stojan Živković,  egyetemi tanár, Belgrádi Egyetem - Orvostudományi Kar
- Ranko Bugarski, egyetemi tanár, Belgrádi Egyetem Filozófia Tanszék
- Ljubomir Madžar, egyetemi tanár,  Belgrádi Egyetem Közgazdaságtudományi Tanszék
- Stojan Babić, egyetemi tanár,  Belgrádi Egyetem Közgazdaságtudományi Tanszék
- Fuada Stanković, egyetemi tanár, az Újvidéki Egyetem rektora
- Ilija Vujačić, egyetemi tanár, dékán, Belgrádi Egyetem - Politikatudományok Tanszék
- Rade Veljanovski, egyetemi tanár, Belgrádi Egyetem - Politikatudományok Tanszék
- Jelena Đorđević, egyetemi tanár, Belgrádi Egyetem - Politikatudományok Tanszék
- Neda Todorović, egyetemi tanár, Belgrádi Egyetem - Politikatudományok Tanszék
- Vladimir Pavićević, egyetemi tanársegéd, Belgrádi Egyetem - Politikatudományok Tanszék
- Filip Ejdus, egyetemi tanársegéd, Belgrádi Egyetem - Politikatudományok Tanszék
- Jasna Veljkovic, egyetemi tanársegéd, Belgrádi Egyetem - Politikatudományok Tanszék
- Dragana Dulić, egyetemi tanár, Belgrádi Egyetem - Biztonságtechnikai Tanszék
- Teodor Ast, egyetemi tanár, Belgrádi Egyetem - Technológiai és Fémipari Tanszék
- Biljana Stojković, egyetemi tanár, Belgrádi Egyetem - Biológia Tanszék
- Goran Brajušković, egyetemi tanár, Belgrádi Egyetem - Biológia Tanszék
- Milorad Vujičić, egyetemi tanár, Belgrádi Egyetem - Biológia Tanszék
- Sanja Šovran, egyetemi tanár, Belgrádi Egyetem - Biológia Tanszék
- Darko Ivanović, egyetemi tanár, Belgrádi Egyetem - Gyógyszertechnológia Tanszék
- Mirjana Medenica, egyetemi tanár, Belgrádi Egyetem - Gyógyszertechnológia Tanszék
- Vladan Bogdanović, egyetemi tanár, Belgrádi Egyetem - Mezőgazdasági Tanszék
- Mirjana Drakulić, egyetemi tanár, Belgrádi Egyetem - Mezőgazdasági Tanszék
- Milovan Živković, egyetemi tanár, Belgrádi Egyetem - Mezőgazdasági Tanszék
- Mirjana Todorović, egyetemi tanár, Kragujevaci Egyetem - Szabadkai Közgazdaságtudományi Kar
- Miloš Tešić, eguyetemi tanár, Újvidéki Egyetem - Műszaki Tudományok Kar
- Danica Drakulić, egyetemi tanár, Újvidéki Egyetem -Szabadkai Közgazdaságtudományi Kar
- Agnes Boljević, egyetemi tanár, Újvidéki Egyetem - Szabadkai Közgazdaságtudományi Kar
- Marijan Jelić, egyetemi tanár, Újvidéki Egyetem - Szabadkai Közgazdaságtudományi Kar
- Nataša Polovina, egyetemi tanár, Újvidéki Egyetem - Filozófia Tanszék, Zombor
- Dima Trajković, egyetemi tanár, Niši Egyetem - Építészmérnöki Tanszék
- Biljana Rakić, egyetemi tanár,  Niši Egyetem - Közgazdaságtudományi Tanszék
- Drago Đurić, filozófus, egyetemi tanár Pristinai Egyetem és Belgrádi Egyetem
- Marija Bogdanović, a Belgrádi Egyetem korábbi rektora
- Nadija Rebronja, egyetemi tanár, Novi Pazar-i Egyetem - Filozófia Tanszéke
- Dejan Mirčić, egyetemi tanár, Novi Pazar-i Egyetem - Biomedikális Tudományok Tanszéke
- Vesna Rakić Vodinelić, egyetemi tanár az egyetem korábbi dékánja Union Egyetem - Jogi Kar
- Dragutin Savić, egyetemi tanár, Genetika, Mikrobiológia, Molekuláris Biológia - Oklahoma-i Egyetem
- Aleksandra Jovićević, egyetemi tanár, Sapienza University of Rome - Művészetek és Történelem Kar
- Ivana Senić, kutatóasszisztens, Michigan-i Egyetem - Pszichiátria Tanszék

Művészek
- Branko Cvejić, a Jugoszláv Drámaszínház igazgatója
- Želimir Žilnik
- Dušan Makavejev
- Predrag Ejdus
- Vanja Ejdus
- Nebojša Glogovac
- Radoslav Milenković
- Nikola Kojo
- Branka Katić
- Nikola Đuričko
- Dragan Mićanović
- Branislav Trifunović
- Ana Sofrenović
- Borka Pavićević
- Jelena Tinska

Mások
- Vladimir Arsenijević, író, publicista
- Predrag Koraksić Corax, karikaturista
- Branka Prpa, a Belgrádi Történelmi Múzeum igazgatója
- Bisera Veletanlić, jazzénekes
- Nikola Čuturilo, zeneszerző, rockzenész
- Kristina Kovač, zeneszerző, énekes
- Marčelo, hiphoptáncos, író

## Díjak
- 2015 márciusában megkapta a Francia Köztársaság Nemzeti Érdemrendjét lovagi rangban.[21]
- 2011. "Az év személyisége"  díj az EBESZ szerbiai missziójától[22]
- 2011. "Talpig Férfi" díj az Е8-as központtól[23]
- 2015. "Kihívások Vitéze" díj a „Liga Eksperata” szlovákiai újságírók társaságától[24]
- 2015. Toleranciadíj a „Kék Duna” alapítványtól[25]
- 2015. Polgári Bátorság díj Dragoljub Stošićtól[26]
- 2015. „Az év személyisége” díj a Vreme szerbiai napilaptól[27][28]
- 2016. „Jó példa az új optimizmusra” díj[29]

## Fordítás
Ez a szócikk részben vagy egészben  a   Saša Janković című angol Wikipédia-szócikk ezen változatának fordításán alapul.  Az eredeti cikk szerkesztőit annak laptörténete sorolja fel. Ez a jelzés csupán a megfogalmazás eredetét és a szerzői jogokat jelzi, nem szolgál a cikkben szereplő információk forrásmegjelöléseként.